# Habropoda
Habropoda  (лат.) — род крупных пчёл из трибы Anthophorini семейства Apidae. Евразия, Северная Африка, Северная Америка. Длина 14—18 мм. Коренастые пчёлы обликом похожие на шмелей. Гнездятся в земле, посещают бобовые и длиннотрубчатые цветы.
У самцов очень длинные усики, достигающие основания брюшка. Верхняя губа чёрная с пучком светлых волосков. Задние голени со шпорами. Все радиомедиальные ячейки почти одинаковые по величине. 2-я радиомедиальная жилка интерстициальна с 1-й возвратной..
В Европе 3 вида (Habropoda ezonata, Habropoda tarsata, Habropoda zonarula).
- Более 50 видов[4][5][6]: H. annae — H. apostasia — H. bucconis — H. bucconoides — H. christineae — H. cineraria — H. citula — H. cressonii — H. dammersi — H. deiopea — H. depressa — H. disconota — H. eurycephala — H. excellens — H. ezonata — H. hainanensis — H. hakkariensis — H. hookeri — H. imitatrix — H. krishna — H. laboriosa — H. medogensis — H. mimetica — H. miserabilis — H. moesta — H. morrisoni — H. murihirta — H. omeiensis — H. oraniensis — H. orbifrons — H. pallida — H. pekinensis — H. pelmata — H. plantifera — H. radoszkowskii — H. rowlandi — H. rufipes — H. salviae — H. salviarum — H. schafelneri — H. semifulva — H. sichuanensis — H. sinensis — H. sutepensis — H. tadzhica — H. tainanicola — H. tarsata — H. tristissima — H. tumidifrons — H. turneri — H. ventiscopula — H. vierecki — H. xizangensis — H. yunnanensis — H. zonatula

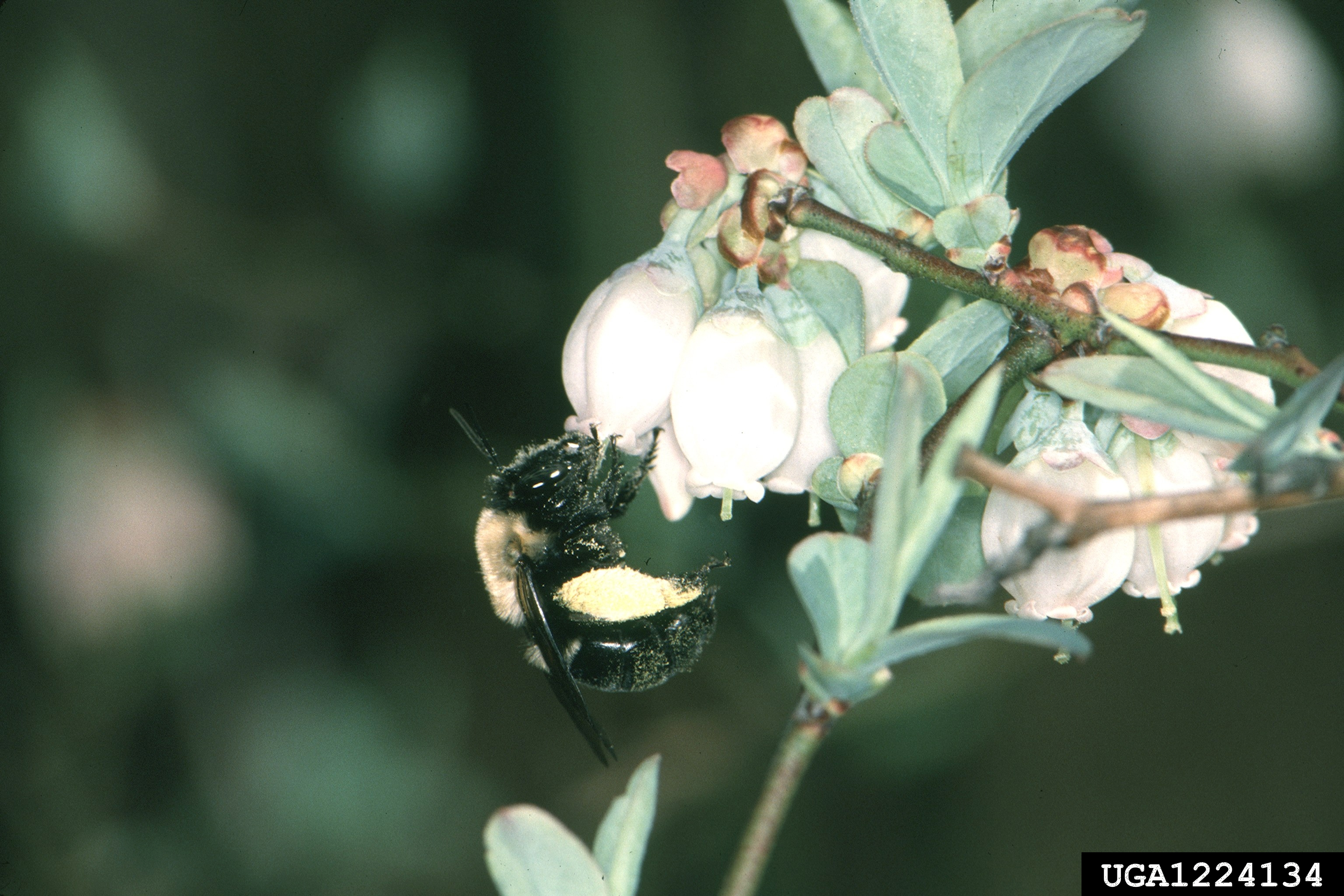
Habropoda laboriosa
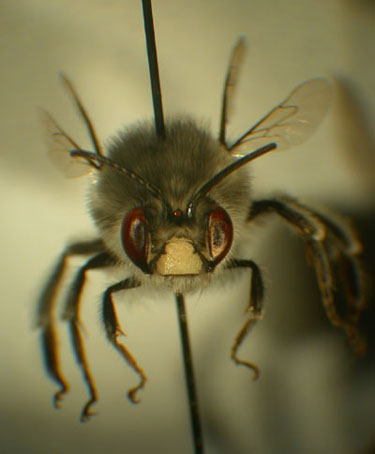
Habropoda miserabilis